# Беличево
Беличево (укр. Біличеве) — село,
Кизловский сельский совет,
Чернухинский район,
Полтавская область,
Украина.
Код КОАТУУ — 5325181703. Население по переписи 2001 года составляло 10 человек.

## Географическое положение
Село Беличево находится на расстоянии в 0,5 км от села Новый Артополот и
в 4-х км от пгт Чернухи.
По селу протекает пересыхающий ручей с запрудой.